# Bren Ten
Bren Ten je samonabíjecí pistole, která byla první zkonstruovanou pistolí pro ráži 10 mm Auto. Na vývoji zbraně se podílel odborník na zbraně Jeff Cooper. Pistole Bren Ten konstrukčně vychází z československé pistole CZ 75 ráže 9 mm Luger, která tvůrcům sloužila jako inspirace a se kterou má podobné některé konstrukční prvky (systém uzamčení Browning s uzamykacími žebry před nábojovou komorou, SA/DA spoušť, drážky v závěru a po celé jeho délce), zatímco obsahuje několik jiných (nastavení vypouštění zásobníku, v závěru integrovaná pojistka zápalníku).
Název pistole Bren odkazuje na CZ 75 (Brno – exportní název pro poválečnou produkci ČZUB) a anglická číslovka Ten odkazuje na ráži 10 mm Auto (deset = ten).
Během výroby se vyskytly problémy se zásobníky, které vedly ke špatným prodejům a krachu firmy. Proto byl vyroben pouze malý počet kusů.

## Základní údaje
- Typ: samonabíjecí pistole
- Místo původu: Spojené státy americké
- Navrženo: 1983
- Výrobce: Dornaus & Dixon Enterprises, Inc
- Vyrobeno: 1983 – 1986
- Ráže: 10 mm Auto, .45 ACP
- Kapacita zásobníku: 10 nábojů (8 verze compact), 8 nábojů v ráži .45 ACP
- Délka: 206 mm (196 mm verze compact)
- Výška: 146 mm
- Šířka: 31,8 mm
- Hmotnost bez nábojů: 	1100 g (8 verze compact)
- Hmotnost nabité zbraně: 1400 g